# Hambourg-Eißendorf
Eißendorf est un quartier de Hambourg, situé dans l’arrondissement de Harbourg